# Zwota (železniční zastávka)
Zwota je železniční zastávka ve stejnojmenné části německého města Klingenthal ve spolkové zemi Sasko. Leží na neelektrizované jednokolejné trati Sokolov–Zwotental.
Zastávku spravuje společnost DB InfraGO, pravidelnou osobní dopravu v ní formálně provozuje společnost Die Länderbahn.

## Historie
24. prosince 1875 byla společností Chemnitz-Aue-Adorfer Eisenbahn Gesselschaft otevřena odbočka ze Zwotentalu do Klingenthalu. Odbočka vznikla v reakci na výstavbu železniční tratě ze Sokolova, kterou prováděla Buštěhradská dráha. Podle původních plánů mělo dojít k napojení české tratě na saskou síť. Saská odbočka do Klingenthalu byla po českém vzoru navedena podél řeky Svatavy.
Železniční zastávka Zwota byla otevřena 20. srpna 1880 pod názvem Unterzwota (doslova Dolní Svatava) ve Zwotě – městské části Klingenthalu. Bylo využito toho, že železniční trať procházela přímo středem sídelního celku a zřízená zastávka měla umožnit místním obyvatelům snadno se dopravovat do okolí včetně centra Klingenthalu.
V roce 1902 byla zastávka přejmenována na Zwota Haltepunkt (Zwota zastávka) a v roce 1909 získala svůj nynější název. Zastávka byla vybavena jednoduchou dřevěnou čekárnou, která se víceméně dochovala dosud.
Původní železniční společnost byla později znárodněna a stala se součástí Říšskoněmeckých státních drah, následně byl německý úsek tratě spolu se zastávkou spravován i následovnými východoněmeckými říšskými drahami, po znovusjednocení Německa trať i zastávku převzala společnost Deutsche Bahn, jejíž dceřiné společnosti jsou správcem dosud. Provoz vlaků v zastávce však velmi záhy převzala nově vzniklá soukromá společnost Vogtlandbahn.